# Medeiros
Medeiros là một đô thị thuộc bang Minas Gerais, Brasil. Đô thị này có diện tích 939,118 km², dân số năm 2007 là 3238 người, mật độ 3,5 người/km².